# Veintiocho de Noviembre
Veintiocho de Noviembre – miasto w Argentynie, w prowincji Santa Cruz, w departamencie Güer Aike.
Według danych szacunkowych na rok 2010 miejscowość liczyła 6 145 mieszkańców.